# Igreja do Cristo-Rei da Portela de Sacavém

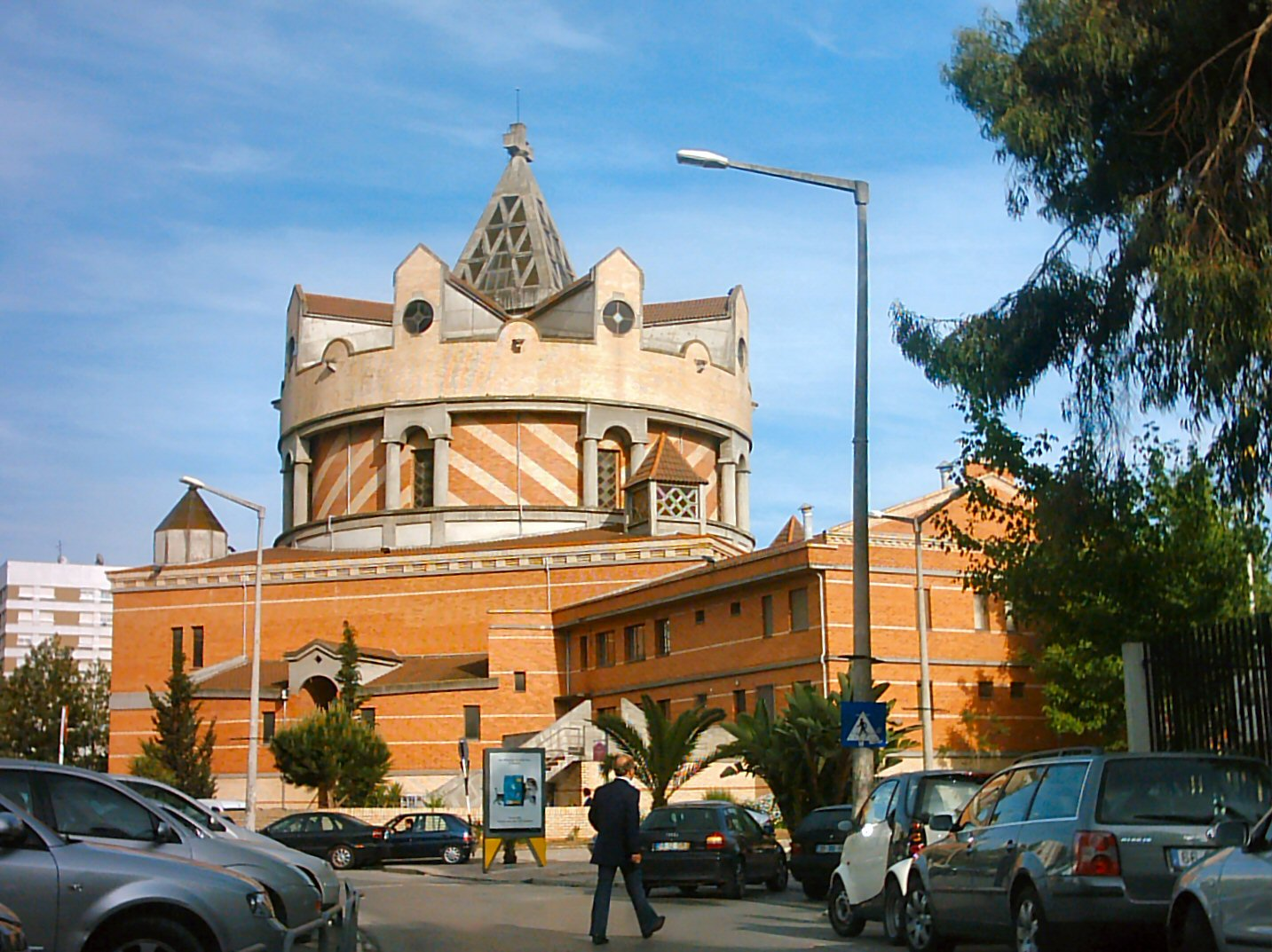
A Igreja de Cristo Rei da Portela.

A Igreja Matriz Paroquial do Cristo-Rei da Portela, foi sendo construída, a partir de meados dos anos 70, graças a várias doações beneméritas, destinando-se a servir de templo católico à nascente (e crescente) urbanização da Portela, constituída oficialmente freguesia em 4 de Outubro de 1985 pelo desmembramento das freguesias de Sacavém e Moscavide. A Igreja viria a ser inaugurada em meados dos anos 90, tornado-se matriz da paróquia portelense.
Tem por orago Cristo-Rei, retirado do vizinho Seminário Maior do Cristo-Rei dos Olivais, que dista cerca de cem metros da Igreja.
É conhecida pelo seu estilo arquitectónico singular, em linhas bastante modernas e arrojadas, tanto no interior como no exterior, causando grande impressão visual a quem a visita (arquitecto: Luiz Cunha).
A imagem de Cristo Rei do Universo, que ocupa um lugar de destaque no presbitério, é de autoria da escultora Eloísa Nadal Byrne; os painéis de mosaico (representando a História da Salvação) e as esculturas em mármore com os símbolos dos quatro evangelistas foram desenhados pelo arquitecto Luiz Cunha, tal como a tapeçaria da zona presbiteral; o painel do baptistério foi criado por Emília Nadal.
Estão colocados à veneração dos fiéis as imagens de quatro Santos portugueses que testemunharam uma forma especial de vivência da fé cristã: Santo António de Lisboa, Santa Isabel de Portugal, São João de Deus e São João de Brito. Na pequena capela onde se encontra a imagem de Nossa Senhora de Fátima, foram recentemente colocadas as imagens dos Pastorinhos (Jacinta e Francisco), beatificados em Maio de 2000 por S.S. o Papa João Paulo II.